# Whispertown2000
Whispertown2000 é uma banda independente de Los Angeles, Califórnia.

## Membros
- Morgan Nagler - vocais e guitarra
- Tod Adrian Wisenbaker - guitarra e bateria
- Vanesa Corbala - vocal, bateria e percussão
- Casey Holden Wisenbaker - baixo, guitarra e bateria

## Discografia
- Livin' In A Dream (2006)
- Swim (2008)